# Helene Dörr

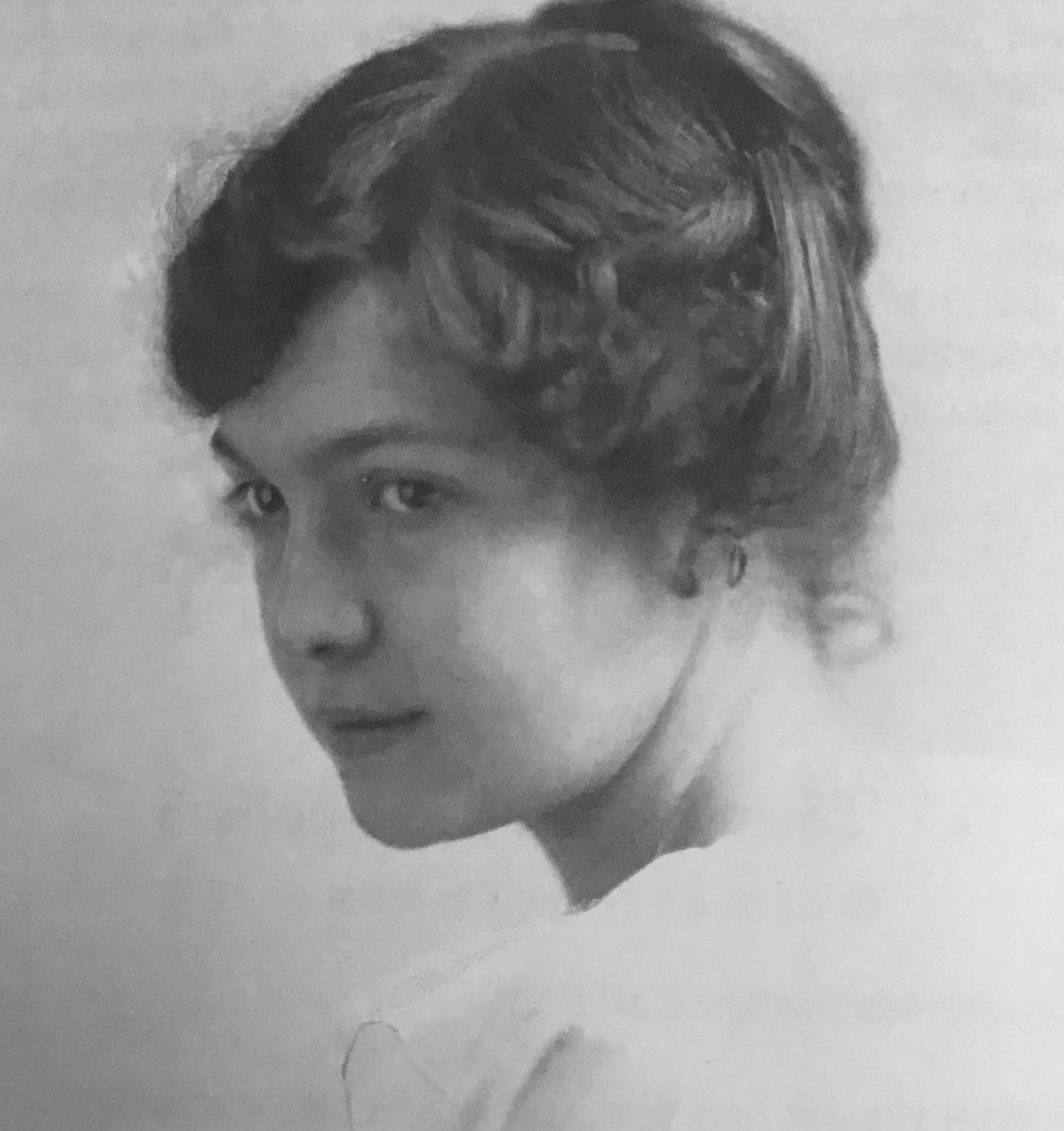
Helene Dörr

Helene Dörr (verheiratet Helene Dolainski (Dolainsky) bzw. Binna, * 14. Juni 1896 in Weidlingau bei Wien; † 3. Januar 1988 in Innsbruck) war eine österreichische bildende Künstlerin (Keramikerin).

## Leben

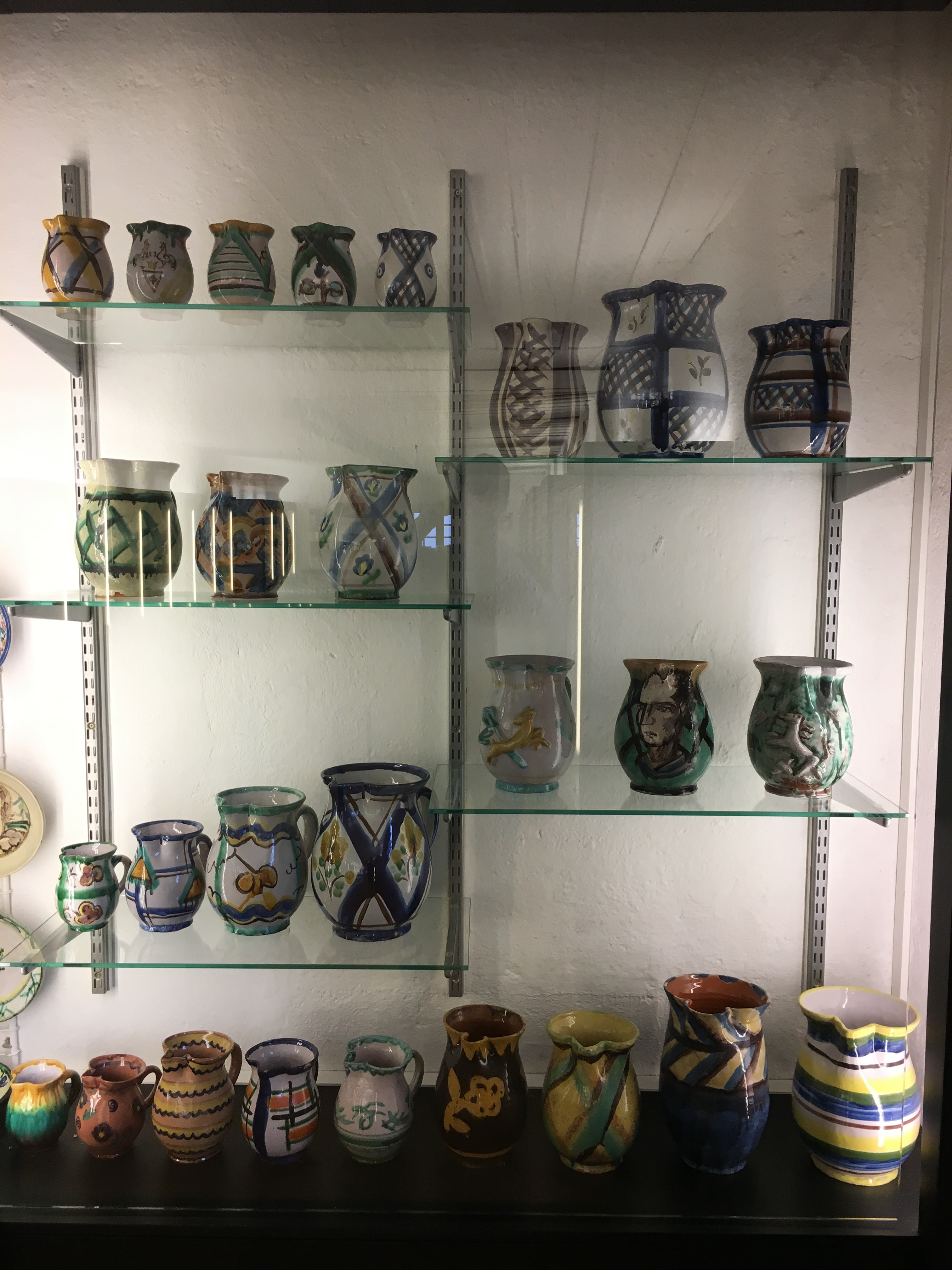
Krüge von Helene Dörr für die Tonindustrie Scheibbs

Helene Dörr wurde als vorletztes von sechs Kindern des Klavierfabrikanten Carl Dörr geboren, der in Wien seine Klavierfabrik hatte. Die ganze Familie war hochmusikalisch, Helene Dörr spielte ausgezeichnet Klavier und war zeit ihres Lebens eine gefragte Kammermusikerin. Sie besuchte drei Jahre lang die Graphische Lehr- und Versuchsanstalt, anschließend für vier Jahre (1919/20--1921/22) die Kunstgewerbeschule in Wien bei Michael Powolny, Rosalia Rothansl, Franz Cizek, Erich Mallina, Adele Stark und Josef Hoffmann und begann danach eine Keramiklehre mit Gesellenprüfung bei Vally Wieselthier. Ab 1924 war sie zwei Jahre lang an der Tonindustrie Scheibbs mit Hilde Heger unter Ludwig Weinbrenner als Nachfolgerinnen der Krippel-Schwestern. Ihre Stelle wurde wahrscheinlich aus finanziellen Gründen gestrichen, es kriselte damals erstmals im Unternehmen. Danach war sie für drei Monate Mitarbeiterin an der Gmundner Keramik und weiters ein halbes Jahr in Hameln an der Weser tätig. Zurück in Wien arbeitete sie zu Hause in der Hofmühlgasse. Ab 1929 war sie mit Ferdinand Dolainski verheiratet, aus dieser Ehe ging ihr einziger Sohn Frank hervor. Sie hatte ab 1930 in Innsbruck ihr eigenes Atelier, wohin sie nach dem raschen Scheitern ihrer Ehe zu ihrem Bruder gegangen war. Ab 1940 war sie mit dem Bankkaufmann Binna verheiratet und bis zu ihrem Tod in Innsbruck als Künstlerin tätig.
Neben ihren Arbeiten als Keramikerin war Dörr auch als Grafikerin und Malerin tätig, sie arbeitete in Aquarell und Gouache und betätigte sich auch als Zeichnerin und Radiererin. In Wien hatte sie dem Österreichischen Werkbund angehört, in Innsbruck trat sie der Berufsvereinigung bildender Künstler Österreichs bei sowie der Tiroler Künstlerschaft.

## Werke (Auszug)
- Wandkeramiken Hallenbad Hotel Lienz 1974
- Kunstkeramik für die Tonindustrie Scheibbs: Vasen, Gefäße, Tierplastiken
- Ex-libris Radierungen

## Ausstellungen
- Wiener Frauen Kunst Wien 1917
- Österreichischer Werkbund Wien 1920
- Ausstellung in Paris 1925
- Ausstellung in Liverpool 1926
- Tiroler Kunstpavillon, Hofgarten, Stadtgalerie Innsbruck 1946–85
- Personale Innsbruck 1958